# Лициния (съпруга на Сципион Назика)
Вижте пояснителната страница за други личности с името Лициния.
Лициния (на латински: Licinia) е знатна римлянка от 2 и 1 век пр.н.е.

## Биография
Произлиза от фамилията Лицинии. Според Цицерон (Brutus) тя е голямата дъщеря на оратора Луций Лициний Крас (консула 95 пр.н.е.) и Муция, дъщеря на Квинт Муций Сцевола (авгур) и Лелия Младша, дъщеря на Гай Лелий (консул 140 пр.н.е.). Сестра е на Лициния (съпруга на Гай Марий Младши).
Двете сестри, според Цицерон, имат голям ораторски талант, наследен от баща им и дядовците им по майчина линия Квинт Муций Сцевола (авгур) и Гай Лелий (консул 140 пр.н.е.). По някои източници тя е сестра вероятно и на Лициния Краса Стара, съпруга на Публий Корнелий Сципион Назика Серапион (консул 111 пр.н.е.) и Лициния Краса Млада, съпруга на Квинт Цецилий Метел Пий (консул 80 пр.н.е.).
Лициния се омъжва за Публий Корнелий Сципион Назика (претор), син на Публий Корнелий Сципион Назика Серапион (консул 111 пр.н.е.) и внук на Публий Корнелий Сципион Назика Серапион (консул 138 пр.н.е.) и Цецилия Метела, дъщеря на Квинт Цецилий Метел Македоник. През 93 пр.н.е. той е претор в Испания. Техният син Публий (* 95 пр.н.е.; † 46 пр.н.е.) е осиновен чрез завещание през 64 пр.н.е. от Квинт Цецилий Метел Пий (консул 80 пр.н.е.) и получава името Квинт Цецилий Метел Пий Сципион. Той е консул през 52 пр.н.е., а неговата дъщеря Корнелия Метела се омъжва за Помпей Велики. Той се самоубива след загубата на битката при Тапс против Гай Юлий Цезар през 46 пр.н.е.
Лициния има със съпруга си още един син, който е осиновен чрез тестамент от баща ѝ, но умира още като малко дете.